# Olivia Molina
Ne doit pas être confondu avec Olivia Molina (actrice).
Olivia Molina (née le 3 janvier 1946 à Copenhague) est une chanteuse germano-mexicaine.

## Biographie
Sa mère est une danseuse allemande, originaire de Flensbourg. Son père est musicien et chef d'orchestre, né à San Cristóbal de Las Casas.
Elle commence sa carrière à 14 ans à Acapulco. Elle a ses premiers succès en reprenant Paul Anka, Ricky Nelson et Brenda Lee dans les clubs et les hôtels. Elle obtient un contrat d'enregistrement avec le label mexicain Peerless, le titre Juego de Palabras prend la première place du classement mexicain en 1965.
En 1966, elle s'installe en Allemagne, prend des cours de théâtre et commence une carrière germanophone en 1970. Son premier grand succès, Aber wie, est une reprise de Let It Be des Beatles. Les titres suivant ont un succès moindre. Mais son plus grand succès, Der Weg zum Glück ist frei, le devient en étant le générique de la loterie sur ARD.
En 1972, elle participe à la sélection pour représenter l'Allemagne au concours Eurovision. Sa contribution Die größte Manege der Welt finit à la neuvième place sur douze participants. L'année suivante, elle remporte le Deutsche Schlager-Festspiele.
À la fin des années 1970,elle abandonne le schlager et se consacre au tango et au folklore sud-américain.
En 2011, elle fête ses cinquante ans de scène en faisant une tournée intitulée Olivia Molina - Weihnachtsgala.

## Discographie
Albums
- 1973: Meine Lieder
- 1974: Song Book
- 1974: So oder so
- 1974: La bamba
- 1974: Ihre grossen Erfolge
- 1975: Live!
- 1976: All meine Jahreszeiten
- 1977: Konzert
- 1978: Frische Spuren
- 1979: Viva
- 1986: Feliz Navidad
- 1987: Mariachi
- 1988: El Tango Argentino
- 1988: Nochebuena
- 1990: Sinceramente
- 1991: Olivia Molina
- 1993: Latin Latin Latin
- 1994: Misa Latinoamericana
- 1994: El Tango
- 1995: Aleluya
- 1997: El Nacimiento
- 1998: Nach all den Jahren
- 1999: Porque te amo
- 1999: Las Posadas
- 2001: Jazz Jazz Jazz
- 2002: La Jornada
- 2002: Navidad en mi tierra

## Source de la traduction
- (de) Cet article est partiellement ou en totalité issu de l’article de Wikipédia en allemand intitulé « Olivia Molina » (voir la liste des auteurs).